# Böszörményi Zsuzsa
Böszörményi Zsuzsa (Budapest, 1961. augusztus 16. – 2021. október 8.) Balázs Béla-díjas magyar filmrendező. Édesapja Böszörményi Géza Kossuth-díjas filmrendező, édesanyja Gyarmathy Lívia Kossuth-díjas filmrendező.

## Életpályája
Szülei: Böszörményi Géza (1924–2004) filmrendező és Gyarmathy Lívia (1932–2022) filmrendező. 1979–1984 között az ELTE BTK magyar-olasz szakos hallgatója volt. 1984–1988 között a Magyar Filmintézetben dolgozott. 1987–1991 között a Színház- és Filmművészeti Főiskola hallgatója volt dokumentumfilm-rendező szakon. 1991-ben készített vizsgafilmje, az Egyszer volt, hol nem volt… elnyerte Los Angelesben a legjobb külföldi filmnek járó diák-Oscar díjat.

## Magánélete
1998-ban házasságot kötött Kai Salminen filmrendezővel. Egy lányuk született: Júlia Zóra (1998).

## Filmjei

### Forgatókönyvíróként
- Egyszer volt, hol nem volt… (1991)
- Vörös Colibri (1995)
- Mélyen őrzött titkok (2003)
- Hosszú utazás (2007)
- A tér (2013)

### Színészként
- Szívzűr (1982)
- Egy kicsit én, egy kicsit te (1985)
- Laura (1987)

### Rendezőként
- Oh, Carol! (1987)
- Mozaikok a női alkoholizmusról (1989)
- Viharsarok (Péter Klárával, 1990)
- Egyszer volt, hol nem volt… (1991)
- Vörös Kolibri (1995)
- Mélyen őrzött titkok (2004)
- Hosszú utazás (2007) (producer is)

### Producerként
- Szökés (1997)
- A mi gólyánk (2000)
- Táncrend (2003)
- Kishalak… Nagyhalak…
- Hosszú utazás (2007)
- A tér (2013)

## Díjai, elismerései
- A legjobb külföldi filmnek járó diák-Oscar díja (1991) Egyszer volt, hol nem volt…
- az iszmailiai fesztivál nagydíja (1991)
- Fipresci-díj (1991)
- a nyoni fesztivál nagydíja (1991)
- Filmkritikusok különdíja (1992)
- londoni legjobb dokumentumfilm díja (1992)
- a legjobb európai film díja (1996) Vörös Colibri
- a filmszemle rendezői díja (2004) Mélyen őrzött titkok
- Balázs Béla-díj (2005)
- a filmszemle legjobb dokumentumfilm díja (2008) Hosszú utazás